# Onthophagus senex
Onthophagus senex är en skalbaggsart som beskrevs av Antoine Boucomont 1914. Onthophagus senex ingår i släktet Onthophagus och familjen bladhorningar. Inga underarter finns listade i Catalogue of Life.